# Nicolás III de Este
Nicolás III de Este, (9 de noviembre de 1383 en Ferrara-26 de diciembre de 1441) fue Marqués de Este, de Ferrara, de Módena y Reggio y de Parma desde 1393 hasta el día de su muerte en 1441. Hijo ilegítimo de Alberto de Este y de Isotta Albaresani, heredó el gobierno de la ciudad de su padre en 1393 cuando solo contaba con diez (10) años. Debido a esta situación, se instauró un Consejo de Regencia. Fue nombrado capitán general de los ejércitos papales por el papa Bonifacio IX cuando tenía veinte años.

## Regencia
El Consejo de Regencia apoyado por la República de Venecia, la República de Florencia y Bolonia, estaba compuesto por Felipe de Roberto, Tomas Obizzi, Bartolomeo de la Mella, y seis miembros elegidos cada dos meses por el pueblo. El consejo envió soldados a Ferrara y Módena para proteger al joven marqués de las ambiciones de Gian Galeazzo Visconti, señor de Milán. El consejo de regencia tuvo que resolver el problema de las reclamaciones de Azzo IX de Este; descendiente de Francisco de Este, el cual se oponía al acceso de Nicolás al gobierno porque este era hijo ilegítimo. Azzo contaba con el apoyo de Gian Galeazzo Visconti y muchos nobles de Ferrara y Módena y los señores de Rávena y Forlì. Azzo continuó con sus pretensiones a pesar de que Nicolás fue legitimado por una bula papal de 1391 y podía gobernar, ya que Ferrara era un vicariato papal. El 16 de abril de 1395 se dio la Batalla de Portomaggiore, en la que el ejército del consejo de regencia de Nicolás, dirigido por Astorre I Manfredi, combatió contra el ejército organizado por Azzo, el cual estaba dirigido por Juan de Barbiano, por el control del Señorío de Ferrara. Azzo fue capturado por Corrado de Altenburgo, quien lo entregó a Astorre; posteriormente este lo entregó a los venecianos quienes lo exiliaron a Heraclión. La estabilidad lograda por Venecia y el concejo de regencia se rompió en julio de 1398, cuando Francisco II de Carrara entró en Ferrara con una numerosa escolta de hombres armados, apresó a Bartolomeo de la Mella y reemplazó a los miembros ciudadanos del concejo con personas leales a él.
Anteriormente se había contratado a Juan de Barbiano para asesinar a Azzo por treinta mil (30.000) ducados de oro y los castillos de Lugo y Conselice. Pero este incumplió el contrato y fue apresado en 1399 en Spilamberto y fue decapitado en la plaza de Bolonia el 27 de septiembre de 1399.

## Independencia
Nicolás se independizo del concejo de regencia y el 18 de octubre de 1402 decidió volver a abrir las puertas de la Universidad de Ferrara, que había cerrado por razones económicas. Para tal efecto se contrataron los servicios de Pedro de Ancarano, Antonio de Budrio y Juan de Imola.

## Matrimonios
Nicolás se casó en junio de 1398 con Gigliola de Carrara; hija de Francisco II de Carrara; cuando ella contaba con trece (13) y el con quince (15) años. El matrimonio no concibió hijos y ella murió por la peste en 1416. Se casó en segundas nupcias con Parisina Malatesta; hija de Andres Malatesta. El matrimonio terminó desdichadamente el 21 de mayo de 1425 con la orden de ejecución impartida por el esposo, debido al romance que supuestamente sostenía Parisina con su hijastro Hugo de Este. En este acontecimiento histórico, sin poner en duda la veracidad del adulterio, se basa la novella 44 de la I parte de las Novelle (1554) de Bandello, que -directamente o indirectamente a través de las traducciones francesa (de Belleforest, 1561) y española (de Vincente de Millis Godínez, 1589)- sirvió de base para la más famosa tragedia de Lope de Vega, El castigo sin venganza (1631). Nicolás se casó por tercera ocasión en 1429 con Ricarda de Saluzzo; quien era hija de Tomás III de Saluzzo.

## Descendencia
Nicolás concibió tres (3) hijos con Parisina Malatesta: Ginebra de Este (24 de marzo de 1419 - 12 de octubre de 1440); quien se casó con su primo Segismundo Pandolfo Malatesta en febrero de 1434. Lucía de Este (24 de marzo de 1419 - 28 de junio de 1437); hermana gemela de Ginebra, se casó con  Carlos Gonzaga, señor de Mantua. Y Alberto Carlos de Este, quien nació y murió en 1421.
De su matrimonio con Ricarda de Saluzzo nacieron: Hércules I de Este  (26 de octubre de 1431 – 15 de junio de 1505); quien llegaría a ser Duque de Ferrara. Y Segismundo de Este (31 de agosto de 1433 - 1 de abril de 1507); quien llegaría a ser Señor de San Martino in Rio.
Adicionalmente tuvo varios hijos ilegítimos con varias mujeres. Con Stella de Tolomei concibió a: Hugo de Este (1405 – 21 de mayo de 1425); quien fue ejecutado por su padre junto a Parisina Malatesta. Leonelo de Este (21 de septiembre de 1407 - 1 de octubre de 1450); quien fue legitimado y heredó el marquesado de su padre. Borso de Este (1413 - 20 de agosto de 1471); quien también fue legitimado y heredó el marquesado de su hermano.